# کایگا موراکوشی
کایگا موراکوشی (ژاپنی: 村越 凱光؛ زادهٔ ۷ اکتبر ۲۰۰۱) یک بازیکن فوتبال اهل ژاپن است.
از باشگاه‌هایی که در آن بازی کرده‌است می‌توان به باشگاه فوتبال ماتسوموتو یاماگا اشاره کرد.